# Lithacodia crotopha
Lithacodia crotopha är en fjärilsart som beskrevs av Swinhoe 1905. Lithacodia crotopha ingår i släktet Lithacodia och familjen nattflyn. Inga underarter finns listade i Catalogue of Life.